# Laceby
Laceby – wieś w Anglii, w hrabstwie ceremonialnym Lincolnshire, w dystrykcie (unitary authority) North East Lincolnshire. Leży 43 km na północny wschód od Lincoln i 226 km na północ od Londynu.
Miejscowość liczy 2886 mieszkańców.